# Province d'Uva
La province d'Uva (en cingalais : ඌව පළාත (Uva Palata) ; en tamoul : ஊவா மாகாணம் (Uva Maakaanam)) est une province du sud du Sri Lanka. C'est la seconde plus peuplée de l'île, avec 1 259 880 habitants en 2010. Créée en 1896, elle compte deux districts, Badulla (où se trouve la capitale provinciale du même nom) et Moneragala.

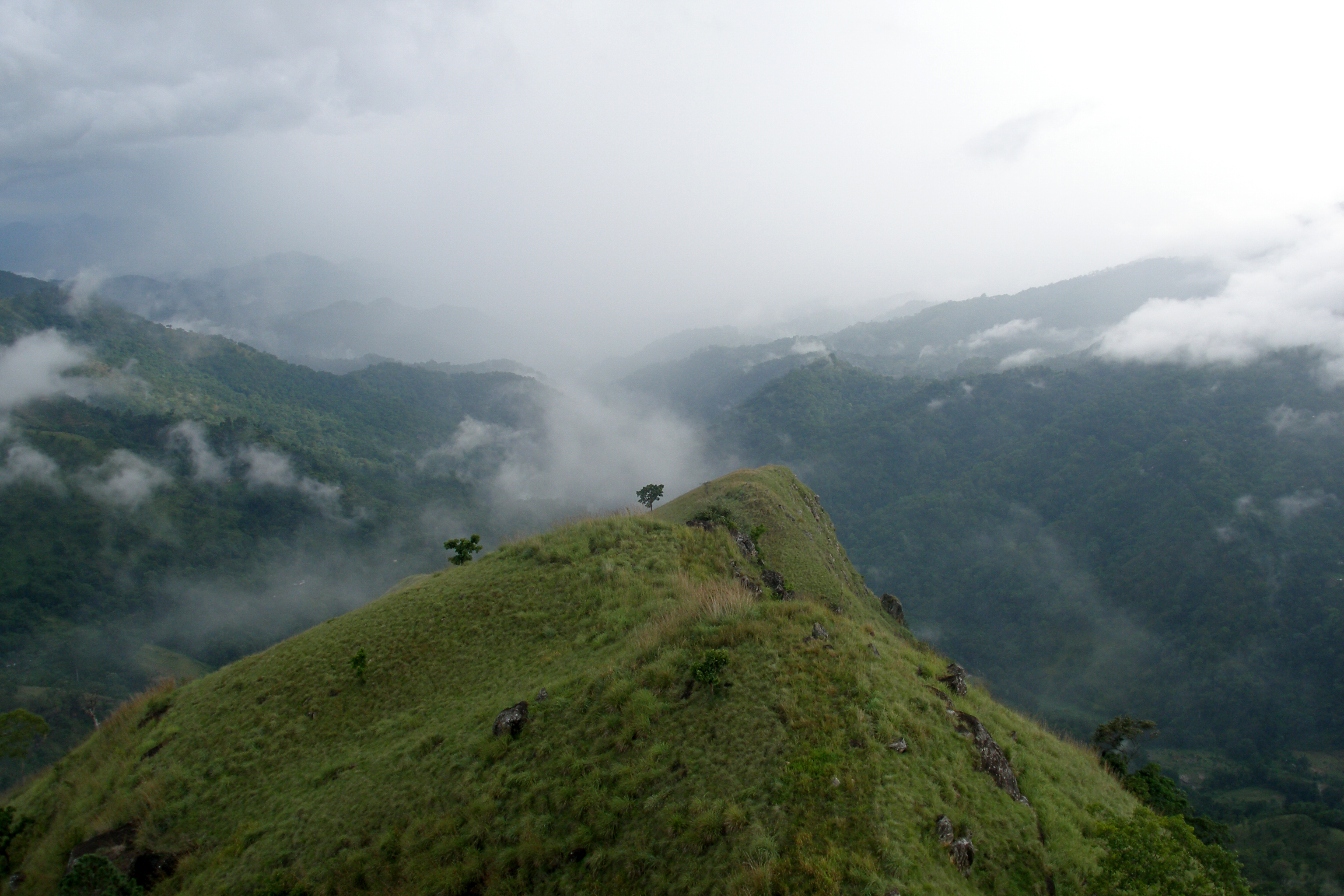
Vue depuis Ella Gap

## Districts
La province est constituée de deux districts :
- Badulla (capitale : Badulla), à l'ouest ;
- Moneragala (capitale : Moneragala), à l'est.

## Histoire
La province d'Uva a une longue histoire remontant à l'époque de Ravana. Plusieurs auteurs affirment que ce roi aurait régné à Badulla. Les chutes de Ravana (en), le complexe de tunnels de Stripura, la grotte de Ravana, le mont Hakgala (en), le temple de Diurumwela sont associées à des légendes le concernant. Le Mahiyangana Raja Maha Vihara (en) de Mahiyangana (en) serait le lieu de la première visite du Bouddha au Sri Lanka. La province possède d'autres temples anciens comme le Muthiyangana Raja Maha Vihara (en) dans le district de Badulla et le temple de Kataragama (en) dans celui de Moneragala.
La province a surtout été marquée par la Rébellion d'Uva contre les Britanniques en 1817-1818, aussi connue sous le nom de « Troisième Guerre de Kandy ». Depuis la Convention de Kandy de 1815, ceux-ci contrôlaient l'Udarata (en cinghalais : le haut-pays), dont dépendait Uva. Le soulèvement a été mené par Keppetipola Disawe — un chef rebelle que les Cinghalais célèbrent encore aujourd'hui —, qui avait été d'abord envoyé par les Britanniques pour y mettre fin. Les rebelles se sont emparés de Matale et Kandy avant que Keppetipola tombe malade et soit capturé, puis décapité par les Britanniques. Son crâne, d'une largeur anormale, a été envoyé en Grande-Bretagne pour y être étudié. Il a été rendu au Sri Lanka au moment de l'indépendance et se trouve maintenant au musée de Kandy.
Après avoir vaincu la rébellion, les Britanniques ont tué tous les hommes de plus de 18 ans de la région d'Uva et détruit toutes les habitations. Ils ont également détruit les réseaux d'irrigation, empoisonné les puits, tué tout le bétail et les animaux domestiques et brûlé les récoltes. La région de Wellassa, dont le nom dérive des mots cingalais wel lakshaya signifiant littéralement « cent mille rizières », était une des plus productives de l'île. Elle ne s'est jamais complètement remise de cette dévastation.